# Federation of European Professional Photographers
Federace Federation of European Professional Photographers (Federace evropských profesionálních fotografů) nebo Federation of European Photographers (FEP, Federace evropských fotografů) je nezisková organizace, která sdružuje národní asociace profesionálních fotografů v Evropě a má členské organizace ve 20 zemích. FEP má své sídlo v Bruselu.
Federace například vydává titul QEP (Qualified European Photographer, Kvalifikovaný evropský fotograf).